# ソン・ヨンテ
ソン・ヨンテ（宋 龍台、송 용태、1952年9月20日 - ）は、大韓民国の人間文化財、康翎タルチュム芸能保有者、ミュージカル俳優、演劇俳優、テレビ俳優、映画俳優、声優。

## 役者としての活動
1970年、演劇俳優デビューに続き、2年後の1972年に映画『平壌爆撃隊』の端役で映画俳優デビュー。京畿道安養映画芸術学校（現在の安養芸術高等学校）在学中、民俗仮面舞踊劇タルチュムに傾倒した末、2002年2月5日韓国の無形文化財第34号康翎タルチュムの芸能保有者として人間文化財（韓国の人間国宝）に登録された。以後は百済芸術大学、青江文化産業大学でミュージカル学科兼任教授として活動した。他にも、声優としての活動も行っている（声の出演作については後述を参照）。
ミュージカルでは『ハムレット』『ウエスト・サイド・ストーリー』『ロミオとジュリエット』等、数々の著名な作品に出演。主演男優賞を韓国で初めて複数回受賞し、助演男優賞も受賞している。『ジーザス・クライスト・スーパースター』では、金髪に厚化粧、華美なアクセサリーに露出の多い扮装で、淫らなヘロデ王役を演じた。『美女と野獣』ではコグスワース役、『オズの魔法使い』では臆病なライオン役で着ぐるみを着て出演し、『男ナンセンス』『ナンセンス A-men』では修道女に、『ナンセンス ナッツクラッカー』では神父やバレリーナに扮装し、コミカルな歌と踊りで笑いを誘っている。2017年から2018年まで『ザ・ラストキス』でオーストリア皇帝フランツ・ヨーゼフ役を演じている。
2015年の演劇『道を去るのに良い日』では、国民の母と呼ばれる女優キム・ヘジャや、俳優イム・ドンジンの娘イム・イェウォンと家族の役で共演している。
テレビドラマにも出演しているが、康翎タルチュムとミュージカルの公演が中心な為、短時間で出演が終わる脇役を務める事がほとんどである。時代劇でも現代劇でも、君主や国家元首など首領的な立場の役が多いが、厳格な役柄だけでなく、弱気な君主、大勢に阿る大監、噛ませの将軍、コミカルな閻魔大王や僧侶、名前不明の脇役まで幅広く演じている。尚、『ディア・マイ・フレンズ』でもキム・ヘジャと夫婦役であったが、本作では遺影と押入内の亡骸のみの出演で、台詞が無い。
その他、2014年韓国文化財財団主催の畳鐘儀式に李氏朝鮮時代の王役で出演し、2020年には第１回朝鮮王陵文化祭にて創作劇に出演している。

## 康翎タルチュム芸能者／人間文化財
タルチュムとの出会いは安養映画芸術学校在学中。発表会の為に習ったが、正式に学ぶ為に康翎タルチュムの芸能保有者である金實子と金正順に自ら弟子入りした。
2002年2月5日、韓国の文化財庁によって無形文化財第34号康翎タルチュム芸能保有者として、俳優出身者としては初めて人間文化財に登録された。
韓国文化財財団のインタビューでは、「タレント活動をしていなかったら康翎タルチュムのみやっていただろう」と語っている。経済的な理由からタレント活動を制限しないまま、1970年以降、康翎タルチュムの全公演に出演している。
劇中では水玉模様の赤い衣装で、チュィバリ（醉發／酔っ払った僧あるいは遊び人と解釈されている）という主要人物の一人を演じ、歌と舞を披露しているが、自分の役割だけでなく、二時間に及ぶ康翎タルチュムの全場面をこなす事ができるという。
また、朴東信に師事して仮面制作も学び、面とチュィバリの子供に当たる人形も自ら制作している。
1984年以降、日本や欧米など、世界各地でも公演を行っている。
2020年、韓国国立無形遺産院開幕公演『無形文化、国を広げる』の司会進行役を務め、ケンガリの演奏者としても出演した。この公演は、コロナ禍の影響により無観客で行なわれ、テレビとYouTubeで配信されている。

## 人物・逸話
宗教はキリスト教（プロテスタント）。
康翎タルチュムの全公演に出演しながら舞台やテレビドラマにも出演しているが、「仕事は楽しいから多忙な事は苦にならない」「仕事をしていないとかえって病気になる」「引退したら棺桶に直行すると思う」と話している。
舞台で女装をする事などに抵抗は無いのかという質問には、「逆に変身が楽しいんだよ。お客さんが笑ってくれて、あれこそが役者の姿だと思ってくれれば嬉しい」と答えている。
ミュージカル『プロデューサーズ』で、興行を悪用して詐欺を目論むプロデューサーを演じる際には、逃亡したプロデューサーが過去に多くいた事や出演料を踏み倒された経験を語ったが、この公演では無事、主演男優賞を獲得している。しかし、2016年にシン・グ、キム・ジンテと共にトリプルキャストでミッキー役を務める予定だったミュージカル『ロッキー』は直前になって運営側の都合で開催が中止となっている。
KBSドラマ『大祚栄』では唐の太宗李世民を演じ、ネットの掲示板では「甥の死や、兵や臣下を失って悲しむ姿を演じるソン・ヨンテを見て、敵国の皇帝でありながら泣きそうになった」「李世民の後も、唐の皇帝役はソン・ヨンテが演じれば良いのに」という賞賛の意見が相次いだ。また、KBSドラマ『逃亡者 PLAN B』の僧侶役は韓国のネットユーザーの間で“キューティー僧侶”と渾名され話題になった。
康翎タルチュムについては、「最初に学んだ当時はつらい事が多かった。面が家の中にあると鬼が出て行かないので先祖供養もできないと、家の大人達からあらゆる侮蔑をもうこれ以上無いってくらいに受けたんじゃないかな。元々大海原を航行する船乗りになる夢があったから、やめようと思った事も時々あった。でも私達の文化を直々に伝えるという大事な責任を捨てる事はできなかった」と語っている。
二人の師匠、金實子と金正順は実の親以上の関係としている。
兵役中にタルチュムを応用した銃剣道を編み出して、周囲に教えていた事もあったという。
韓国文化財財団のインタビュー動画では、2014年に起きたセウォル号沈没事故の犠牲者と遺族に対して哀悼のメッセージを送っている。

## 学歴
- 安養芸術高等学校
- 檀国大学校大衆文化芸術大学院芸術学 修士

## 略歴
- 1977-1985 ソウル市立歌舞団（現ソウル市立ミュージカル団）副首席団員
- 1987年 劇団『美醜』創立メンバー
- 1996-1999年（財）ソウル芸術団ミュージカル監督
- 2007-2012年 青江文化産業大学ミュージカルスクール教授

## 受賞
- 1987年 - 劇評価グループ最優秀演技賞受賞。劇団美醜の創立公演作品。演劇『守り神』（キム・ジョン役）
- 1988年
  - 演出家グループ最優秀演技賞受賞。劇団美醜の第二の演劇『呉将軍の足の爪』（呉将軍役）
  - 演劇人が選定した今年の演技者賞受賞
- 1997年 - 第3回韓国ミュージカル大賞助演男優賞を受賞。ミュージカル『パダムパダムパダム』（ポール役）
- 1999年 - 第5回韓国ミュージカル大賞主演男優賞受賞。ミュージカル『Henequen』（ハヌ役）、『男子ナンセンス』（院長修道女役）
- 2006年 - 第12回韓国ミュージカル大賞主演男優賞受賞。ミュージカル『プロデューサーズ』（マックス・ビアリストック役）
- 2014年 - 2014韓国社会を輝かせた大韓民国忠孝大賞受賞（国家無形文化財部門2014康翎タルチュム発展の功労大賞受賞）

## 主な出演作

### テレビドラマ
| 年   | タイトル                                           | 原題                         | 役名                           | 放送局      |
| ---- | -------------------------------------------------- | ---------------------------- | ------------------------------ | ----------- |
| 1994 | 韓明澮 ～朝鮮王朝を導いた天才策士～                | 한명회                       | 鄭種                           | KBS         |
| 1998 | 大王の道                                           | 大王의 길(대왕의 길)         | 鄭翬良                         | MBC         |
| 1998 | 王と妃                                             | (王과 妃)왕과 비             | 圓峰 李澄玉                    | KBS         |
| 2000 | 太祖王建                                           | 태조 왕건                    | 洪儒                           | KBS         |
| 2002 | 太陽人 イ・ジェマ ～韓国医学の父～                 | 태양인 이제마                | 平山の上官                     | KBS         |
| 2002 | 張禧嬪［チャン・ヒビン］                           | 장희빈                       | 福善君                         | KBS         |
| 2003 | 武人時代                                           | 무인시대                     | 李紹膺                         | KBS         |
| 2005 | 第5共和国                                          | 제5공화국                    | 白雲澤                         | MBC         |
| 2006 | ソウル1945                                         | 서울 1945                    | 許哥而                         | KBS         |
| 2006 | 大祚栄                                             | 大祚榮(대조영)               | 唐太宗 李世民                  | KBS         |
| 2006 | 90日、愛する時間                                   | 90일, 사랑할 시간            | パク・チョンランの父           | MBC         |
| 2007 | ロビイスト                                         | 로비스트                     | ハン少将                       | SBS         |
| 2007 | ニューハート                                       | 뉴하트                       | チェ・チュンウォン             | MBC         |
| 2008 | 必殺! 最強チル                                     | 최강칠우                     | 義禁府都提調パク・ミョンウォン | KBS         |
| 2008 | 新・伝説の故郷 李王朝暗史                          | 傳説의 故郷(전설의 고향)     | 閻魔大王                       | KBS         |
| 2009 | 千秋太后                                           | 천추태후                     | 女真族首長モブルラ             | KBS         |
| 2009 | シティーホール                                     | 시티홀                       | コ・マヌィ会長                 | SBS         |
| 2010 | セレブの誕生                                       | 부자의 탄생                  | ワン会長                       | KBS         |
| 2010 | キム・マンドク～美しき伝説の商人                   | 巨商 김만덕(거상 김만덕)     | 東門大行首コ・ソクチュ         | KBS         |
| 2010 | 新・別巡検-破邪の英雄-                             | 조선과학수사대 별순검 시즌 3 | ソク・サムス                   | MBC         |
| 2010 | 自由人 イ・フェヨン                                | 自由人 이회영(자유인 이회영) | 高宗太皇帝                     | KBS         |
| 2010 | 逃亡者 PLAN B                                      | 도망자 플랜 B                | 僧侶                           | KBS         |
| 2010 | 百済の王 クンチョゴワン                            | 근초고왕                     | 慕容皝                         | KBS         |
| 2011 | 愛を信じます                                       | 사랑을 믿어요                | チョ・ムヨン教授               | KBS         |
| 2011 | 妻のリベンジ～不倫と屈辱の果てに～                 | 장미의 전쟁                  | イ・マンボク                   | SBS         |
| 2011 | 広開土太王                                         | 광개토태왕                   | 故国壌王                       | KBS         |
| 2011 | ヴァンパイア検事                                   | 뱀파이어검사                 | キム・ドクファン刑事           | OCN         |
| 2011 | What's Up                                          | What's Up(왓츠업)            | ファン警備                     | MBN         |
| 2011 | 僕らのイケメン青果店                               | 총각네 야채가게              | カン・チョンス                 | チャンネルA |
| 2012 | 武神                                               | 무신                         | オゴデイ                       | MBC         |
| 2012 | シンドローム                                       | 신드롬                       | ユ会長                         | JTBC        |
| 2012 | 馬医                                               | 마의                         | 重臣                           | MBC         |
| 2013 | ホジュン〜伝説の心医〜                             | 龜巖 허준(구암 허준)         | ハン進士                       | MBC         |
| 2014 | 鄭道伝                                             | 정도전                       | 裵克廉                         | KBS         |
| 2014 | トライアングル                                     | 트라이앵글                   | イ・ヒョングン                 | MBC         |
| 2014 | 秘密の扉                                           | 비밀의 문                    | 清国の使臣                     | SBS         |
| 2015 | 女王の花                                           | 여왕의 꽃                    | ヤンスンの兄                   | MBC         |
| 2015 | 身分を隠せ                                         | 신분을 숨겨라                | ユ・ドンジュン                 | tvN         |
| 2015 | 客主〜商売の神〜                                   | 장사의 신 - 객주 2015        | メウォルの父                   | KBS         |
| 2016 | 華麗なる2人-ミセス・コップ2                        | 미세스 캅2                   | 暴力団江南派ヤン会長           | SBS         |
| 2016 | オクニョ 運命の女                                  | 옥중화                       | 昭格署提調ソ・ジェウン         | MBC         |
| 2016 | ディア・マイ・フレンズ                             | 디어 마이 프렌즈             | ユ・ジョンチョル               | tvN         |
| 2016 | 最後から二番目の恋 ～beautiful days                | 끝에서 두 번째 사랑          | ウリ市市長                     | SBS         |
| 2017 | その女の海                                         | 그 여자의 바다               | テハン電子ハン会長             | KBS         |
| 2018 | 客－ザ・ゲスト－                                   | 손 the guest(손 더 게스트)   | ケヤン女子高守衛キム・ノソク   | OCN         |
| 2021 | 太宗イ・バンウォン                                 | 태종 이방원                  | 崔瑩                           | KBS         |
| 2022 | ウ・ヨンウ弁護士は天才肌                           | 이상한 변호사 우영우         | キム・ユンボク                 | ENA         |
| 2023 | 本物（チンチャ）が現れた！〜まさか結婚するなんて〜 | 진짜가 나타났다!             |                                | KBS         |
| 2024 | 結婚しよう、メンコンア！                           | 결혼하자 맹꽁아!             |                                | KBS         |

### 映画
| 年   | タイトル                 | 原題               | 役名                                |
| ---- | ------------------------ | ------------------ | ----------------------------------- |
| 1990 | 政治犯・金賢姫/真由美    | 마유미             | キム・ホヨン                        |
| 1991 | 開闢                     | 개벽               | 魚允中                              |
| 1999 | シュリ                   | 쉬리               | 北朝鮮委員長イ・ヒョンサン          |
| 2000 | 燃ゆる月                 | 단적비연수         | 鍛冶屋の老人                        |
| 2001 | ベサメムーチョ           | 베사메무쵸         | 部長                                |
| 2002 | オーバー・ザ・レインボー | 오버 더 레인보우   | 放送局部長                          |
| 2003 | TUBE チューブ            | TUBE(튜브)         | 国会議員/大統領候補ソン・イルクォン |
| 2003 | シルミド                 | 실미도             | キム将軍                            |
| 2003 | 踊るJSA                  | 동해물과 백두산이  | ナラの父                            |
| 2004 | コックリさん             | 분신사바           | ユン郡守                            |
| 2005 | 公共の敵2                | 공공의 적 2        | パク次長検事                        |
| 2008 | 映画は映画だ             | 영화는 영화다      | ペク会長                            |
| 2012 | 王になった男             | 광해, 왕이 된 남자 |                                     |

## 声の出演
| 年        | タイトル                               | 韓国語版題名  | 役名                   |
| --------- | -------------------------------------- | ------------- | ---------------------- |
| 1994      | ライオン・キング                       | 라이온 킹     | プンバァ               |
| 1995      | ポカホンタス                           | 포카혼타스    | ケカタ(歌唱)           |
| 1995-1999 | ライオン・キングのティモンとプンバァ   | 티몬과 품바   | プンバァ               |
| 1996      | ノートルダムの鐘                       | 노틀담의 꼽추 | 司祭                   |
| 1997      | アナスタシア                           | 아나스타샤    | ラスプーチン(ビデオ版) |
| 1998      | ライオン・キング2 シンバズ・プライド   | 라이온 킹 2   | プンバァ               |
| 2000      | リトル・マーメイドII Return to The Sea | 인어 공주 2   | セバスチャン(歌唱)     |
| 2004      | ライオン・キング3 ハクナ・マタタ       | 라이온 킹 3   | プンバァ               |
| 2008      | リトル・マーメイドIII はじまりの物語   | 인어 공주 3   | セバスチャン(歌唱)     |
| 2011      | 塔の上のラプンツェル                   | 라푼젤        | フックハンド           |
| 2015-2019 | ライオン・ガード                       | 라이온 수호대 | プンバァ               |
| 2017      | モアナと伝説の海                       | 모아나        | トゥイ・ワイアリキ     |
| 2017      | 美女と野獣 (実写映画)                  | 미녀와 야수   | モーリス               |
| 2024      | モアナと伝説の海2                      | 모아나2       | トゥイ・ワイアリキ     |